# Liste der Monuments historiques in Viry-Châtillon
Die Liste der Monuments historiques in Viry-Châtillon führt die Monuments historiques in der französischen Gemeinde Viry-Châtillon auf.

## Liste der Bauwerke
| Bezeichnung                   | Beschreibung | Standort                                 | Kennzeichnung | Schutzstatus | Datum | Bild           |
| ----------------------------- | ------------ | ---------------------------------------- | ------------- | ------------ | ----- | -------------- |
| Borne à bonnet phrygien n° 11 | Meilenstein  | Avenue Marmont Rue Octave-Longuet (Lage) | PA00088044    | Inscrit      | 1934  |                |
| Borne à bonnet phrygien n° 12 | Meilenstein  | Parc André-Leblanc (Lage)                | PA00088044    | Inscrit      | 1934  |                |
| Kirche St-Denis               |              | (Lage)                                   | PA00088045    | Inscrit      | 1925  | weitere Bilder |
| Domaine de Piedefer           |              | 21, rue Maurice-Sabatier (Lage)          | PA00088046    | Classé       | 1883  | weitere Bilder |

## Liste der Objekte
- Monuments historiques (Objekte) in Viry-Châtillon der Base Palissy des französischen Kultusministeriums